# Győr története

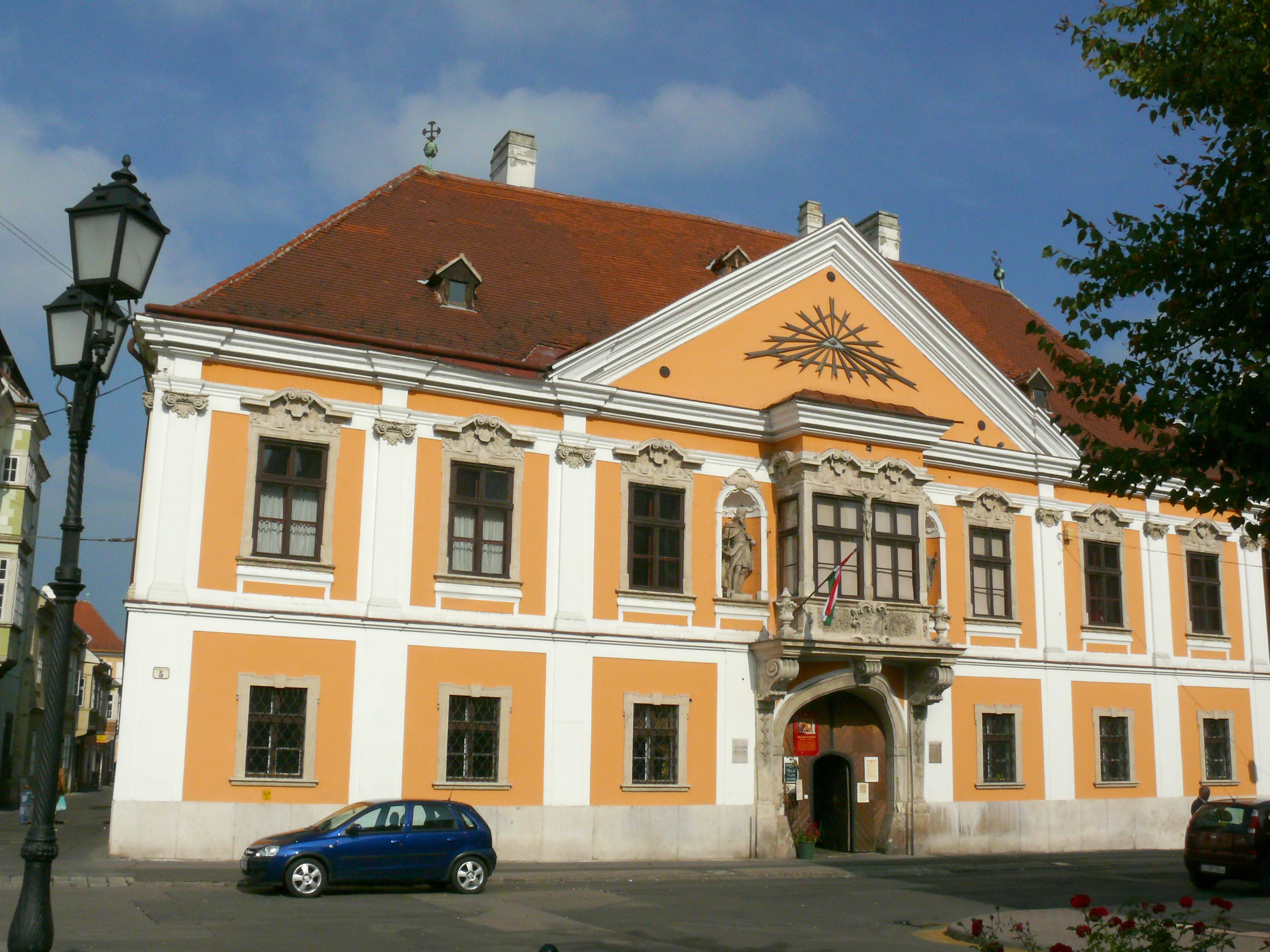
Az Apátúr-ház (Xántus János Múzeum)

Győr Magyarország legrégibb múltra visszatekintő városai közé sorolható, és egyike azoknak a városainknak, melyek kialakulásuktól fogva folyamatosan fontos szerepet töltenek be. Nem véletlenül ezen a ponton alakult ki itt a környező térség, a Kisalföld központja, ez a földrajzi adottságok kedvező együttállásának köszönhető. A római korban a provinciát védő castrum (vár) mellé polgárváros is települt. Az államalapítás idején püspökséget és ispánságot kapott. A török időben Bécset védő végvár volt. A 17-18. században az erőddé alakult középkori városmag átépülésével Magyarország egyik legszebb barokk városává vált. A 19. század végén ipari központtá fejlődött ki, és az akkor kivívott jelentős szerepet máig őrzi.

## Várostelepítő tényezők
Győr a Kisalföld északi részén, annak vízrajzi csomópontjában fekszik, azon a ponton ahol a Bakony északi nyúlványa, a Sokoró hármas dombvonulata a Duna völgyéig leér. Győr a „folyók városa”-ként él a köztudatban, és nem véletlenül, itt éri el a Duna déli mellékágát, a Mosoni-Dunát a Rába és a Rábca, és itt ömlik a Rábába a Marcal is. A város életében a folyók mindig rendkívül fontosak voltak, ezzel indokolható az elnevezés jogossága. A város életében legfontosabb szerepe a Mosoni-Dunának volt, amin keresztül a főág 19. század végén történt szabályozása előtt a hajózás folyt, utóbbi ugyanis a sok zátony, és sziget miatt hajózásra korábban teljesen alkalmatlan volt. Győr így Európa egyik legfőbb vízi útja mentén feküdt, emellett azonban fontos szárazföldi utak is keresztezik itt egymást, ezen utak vezetése, és ezáltal az itteni csomópont kialakulása szintén a földrajzi adottságokon keresztül érthető meg. A Duna mentén haladó szárazföldi útvonal a déli oldalon jött létre, itt ugyanis kevesebb mellékfolyó ömlik belé, így kevesebb az akadály az utazók számára, a két legfontosabb mellékfolyó a déli oldalon a Rábca, és a Rába, melyek Győrnél egy helyen keresztezhetők.
A város kialakulásában fontos szerepe volt a folyók mentén létrejött hordalékkúpoknak, melyek részben teraszok, részben kisebb dombok formájában jelentkeznek. Győr történelmi városmagja a Rába és Duna találkozásnál lévő teraszon jött létre, melyet még a magasabb árvizek sem értek el, közvetlenül a torkolatnál a teraszra egy parti dűne rakódott, ez a mai Káptalandomb, ami alkalmasnak kínálkozott arra, hogy a Rába gázlóit őrizze, ezáltal egy vár építésére nyújtott ősidők óta helyet. Hasonló hordalékkúp található Nádorvárosban is, ez ma Kálvária-dombként ismert. Ezek a megtelepedésre alkalmas árvízmentes magas szintek újabb adottságként jelentek meg, és ezt a helyet a Kisalföld fővárosának helyéül kijelölték.
A városnak ez a helyzete egy fontos kereskedelmi központ kialakulást tette lehetővé, Győr így a Duna menti később ipari centrummá fejlődött kereskedővárosok sorába tartozik, rokonai európai viszonylatban Linz és Regensburg.
A városban kereszteződő fontos útvonalak háborúk idején újból és újból a hadak útjaivá váltak, mely egy olyan küzdelmekkel teli sorsot adott e városnak, melyhez hasonlót még a sok vészt megért magyar városok közt is keveset találunk. Győrnek így a kereskedelmi szerepe mellett a katonai jelentősége is kiemelkedő fontosságú volt, Kosztolányi költői megfogalmazását adta Győr ilyen irányú jelentőségének: „Győr, Kelet és Nyugat közt állj hazámba kedves őr”.

## Ókor
A régészeti emlékek tanúbizonyságát adják annak, hogy mióta az ember megjelent a tájon, azóta Győr területét mindig benépesítette. A Radó-sziget melletti mederben talált koponyacsont a legrégibb ember jelenlétére utaló lelet a város területén, a mezolitikumból származik. A város körzetében először különböző nomád népek váltották egymást, majd a bronzkor idején az illírek alakítottak ki állandóbb lakóhelyeket, de e nép lakónegyedeinek földrajzi elhelyezkedéséről még nincsenek információink.
Az első nagyobb település Kr. e. 500 körül alakult ki, lakói kelták voltak, akik a várost Arrabonának nevezték. E név rövidített formája máig használatban van a város német és szlovák neveként (Raab illetve Ráb).
A Kr. e. I. században római kereskedők költöztek Arrabonába. Kr. u. 10 körül a római hadsereg elfoglalta a Dunántúlt, létrehozva Pannonia provinciát. A Káptalandombon a Római Birodalom határvonalát őrző limes-rendszer egyik fontos erőssége jött létre, a domb körül pedig kialakult egy polgári település.  A római uralom alatti mintegy négyszáz éves zavartalan fejlődés lehetővé tette, hogy a környék gazdasági és kulturális igényeit kielégítő központtá váljon. Arrabona a pannoniai úthálózat egyik fontos csomópontja lett, a későbbi fontos szárazföldi kereskedelmi útvonalak ekkor alakulnak ki. Ekkor érvényesültek először azok a földrajzi tényezők, melyek a települést egy széles térség kereskedelmi központjává emelték.
Bár a germán, majd hun törzsek támadásai miatt a rómaiak a 4. században lemondtak a területről, a város lakott maradt. A következő évszázadokban szlávok, avarok és frankok is éltek itt. Közülük az avarok uralma idején volt a legjelentősebb a város, akik a római castrum alapjain épült várukat, hatalmas árokkal vették körül. Egyik jelentős központjuknak számított Győr. Uralmukat épp itt törte meg Nagy Károly, a vár meghódításához a hatalmas árok betemetésére volt szükség. A települést az avarok gyűrű alakú sáncokkal vettek körül, egyesek ebből származtatják a város nevét, de ma már inkább elfogadott, hogy egy lovag nevéből ered, aki az első ispán is volt, és a vármegye nevét is adta.

## Középkor

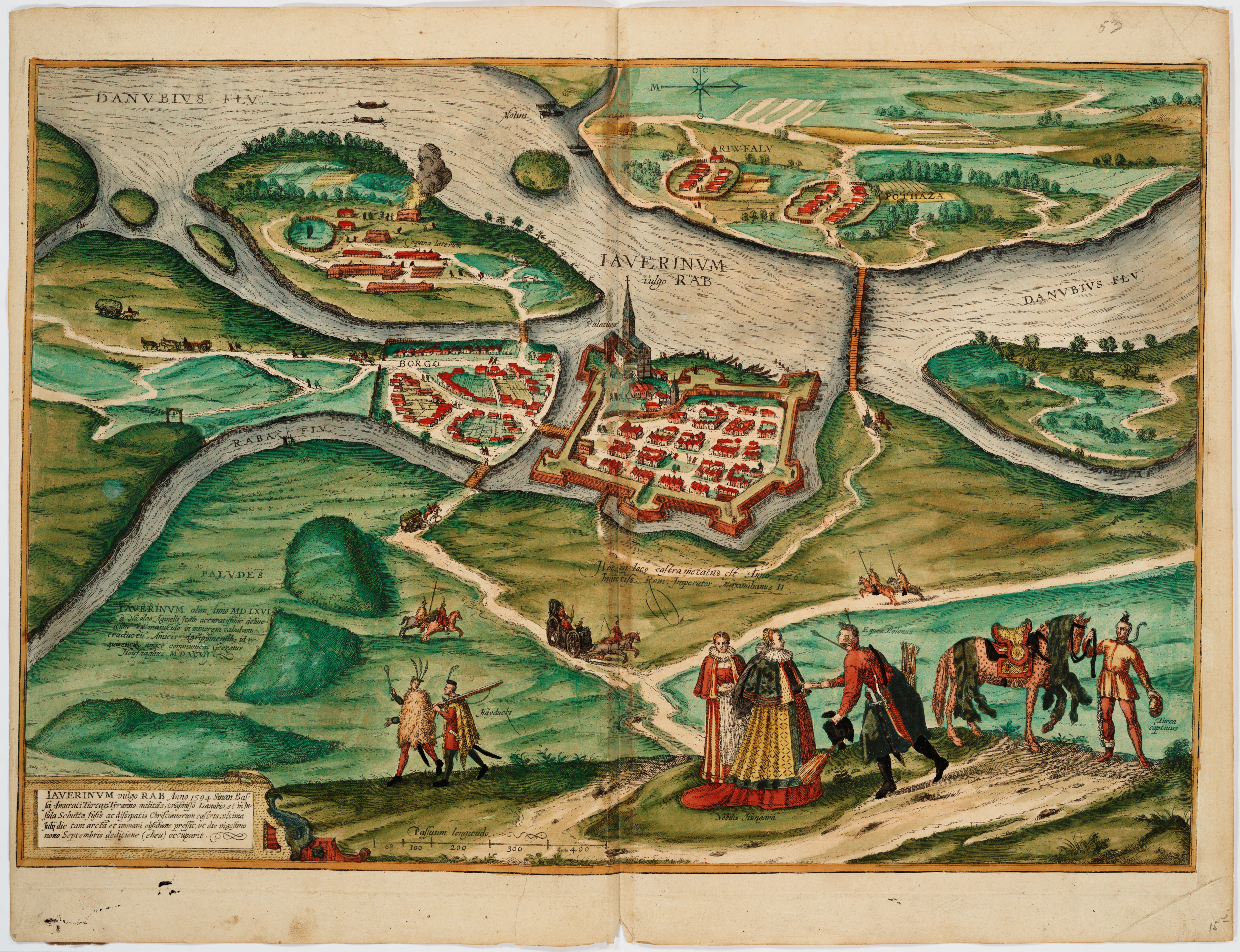
Győr 1594-ben, Braun & Hogenberg metszete

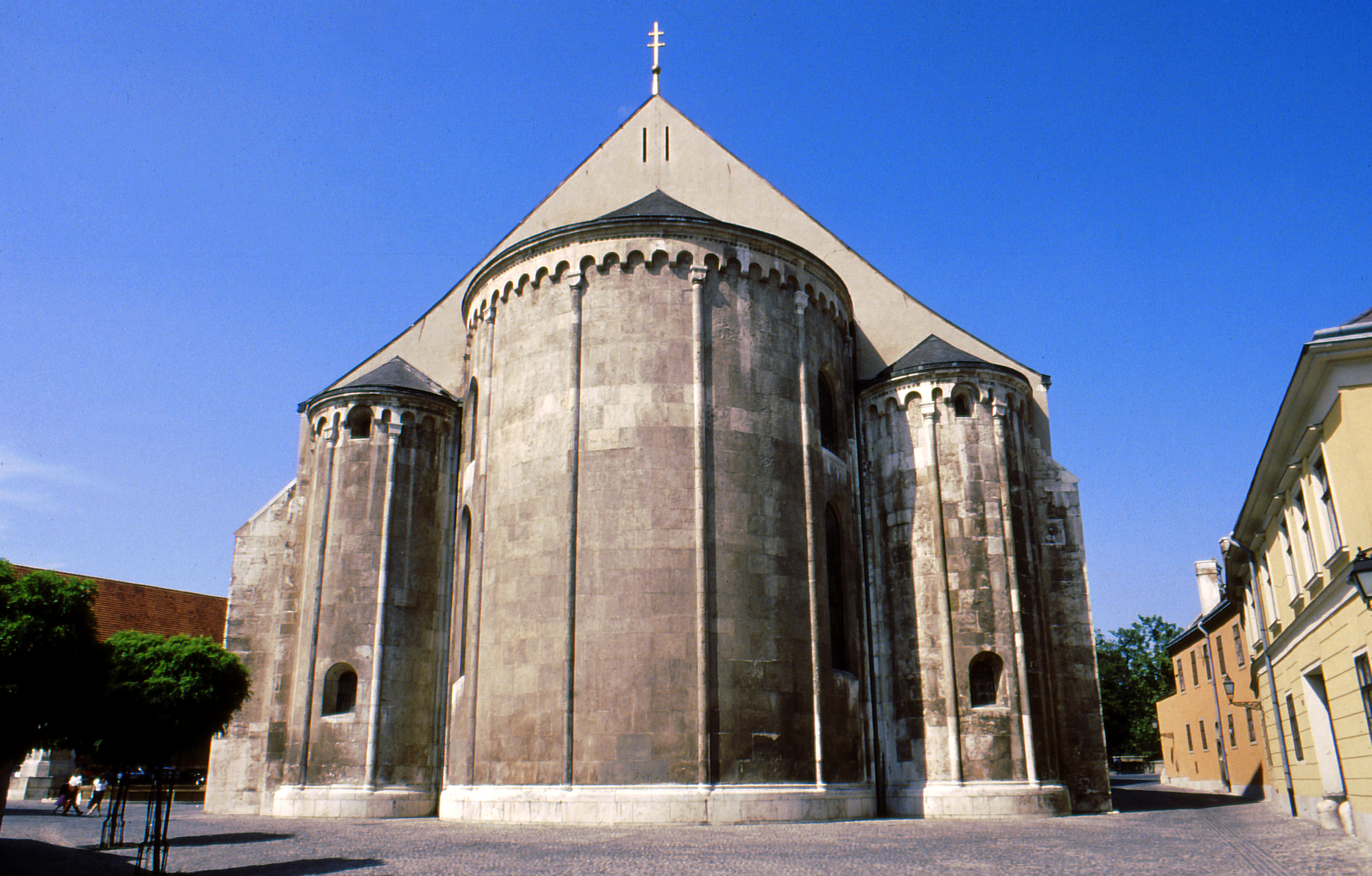
Győr, a székesegyház román kori apszisa

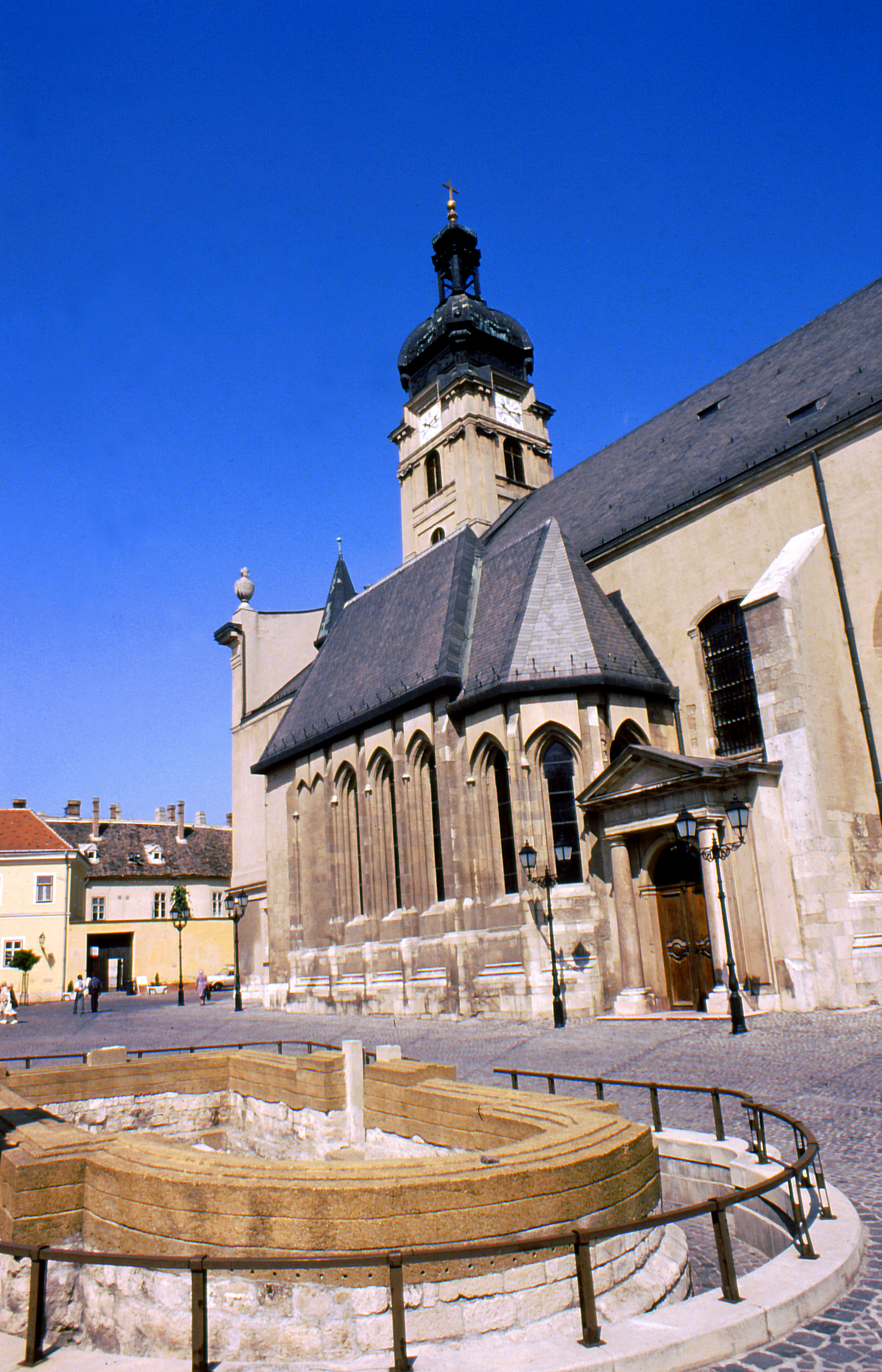
Győr, a székesegyház gótikus oldalhajója

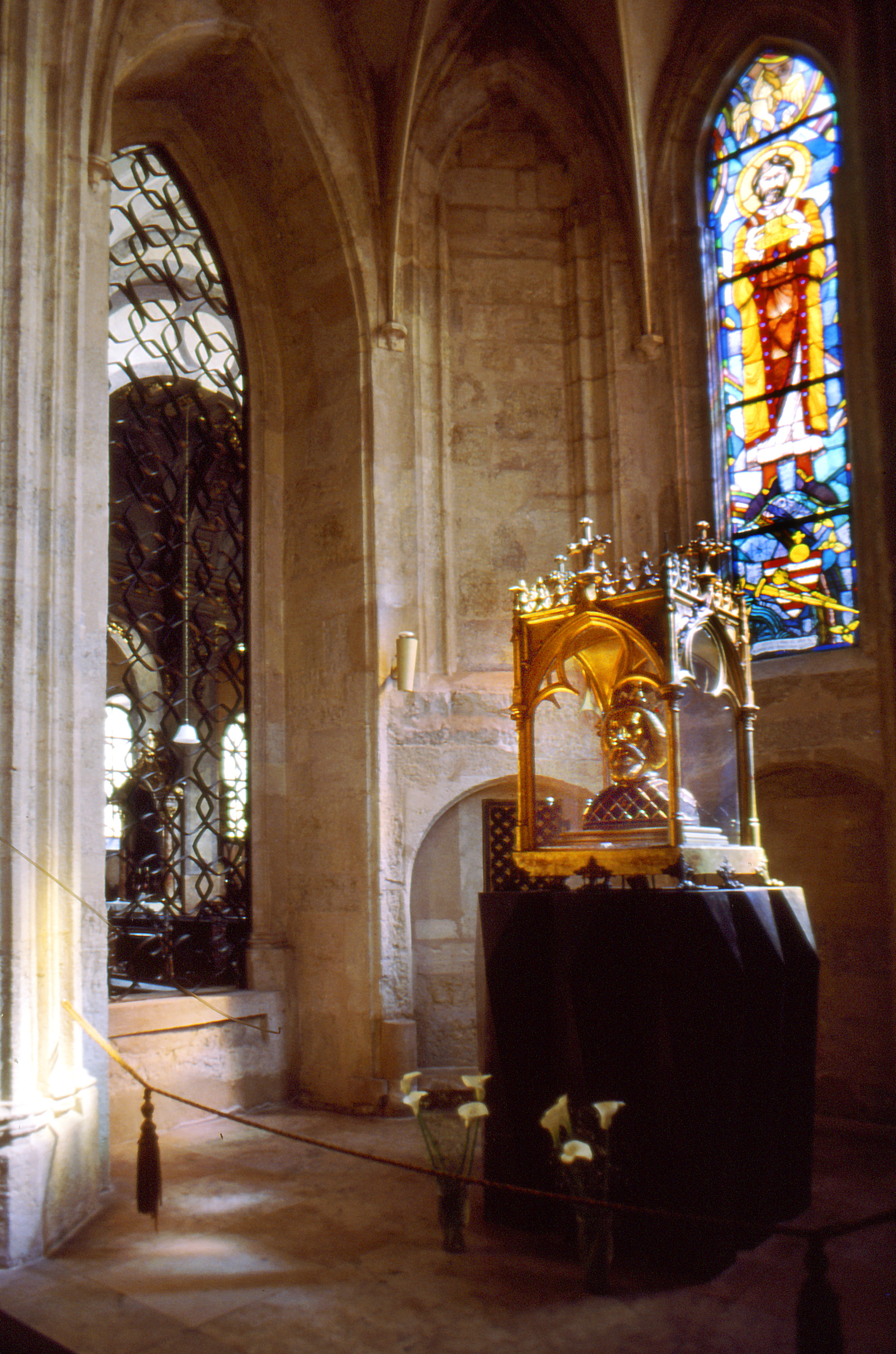
A székesegyház gótikus szárnyában őrzött Szent László hermája

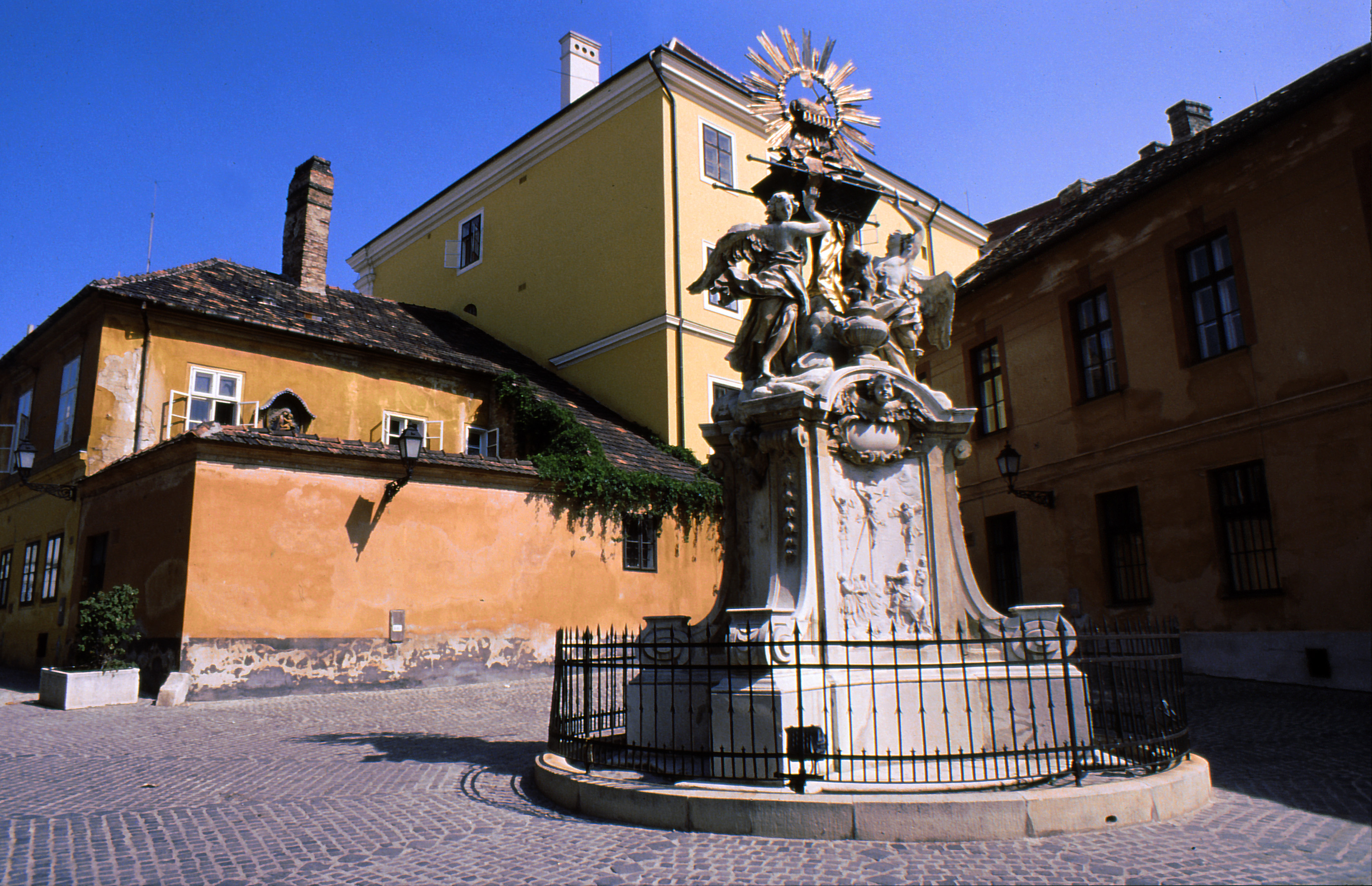
Győr, Gutenberg tér, a püspökvár bejárata, az 1731-ben emelt Frigyláda szoborcsoport

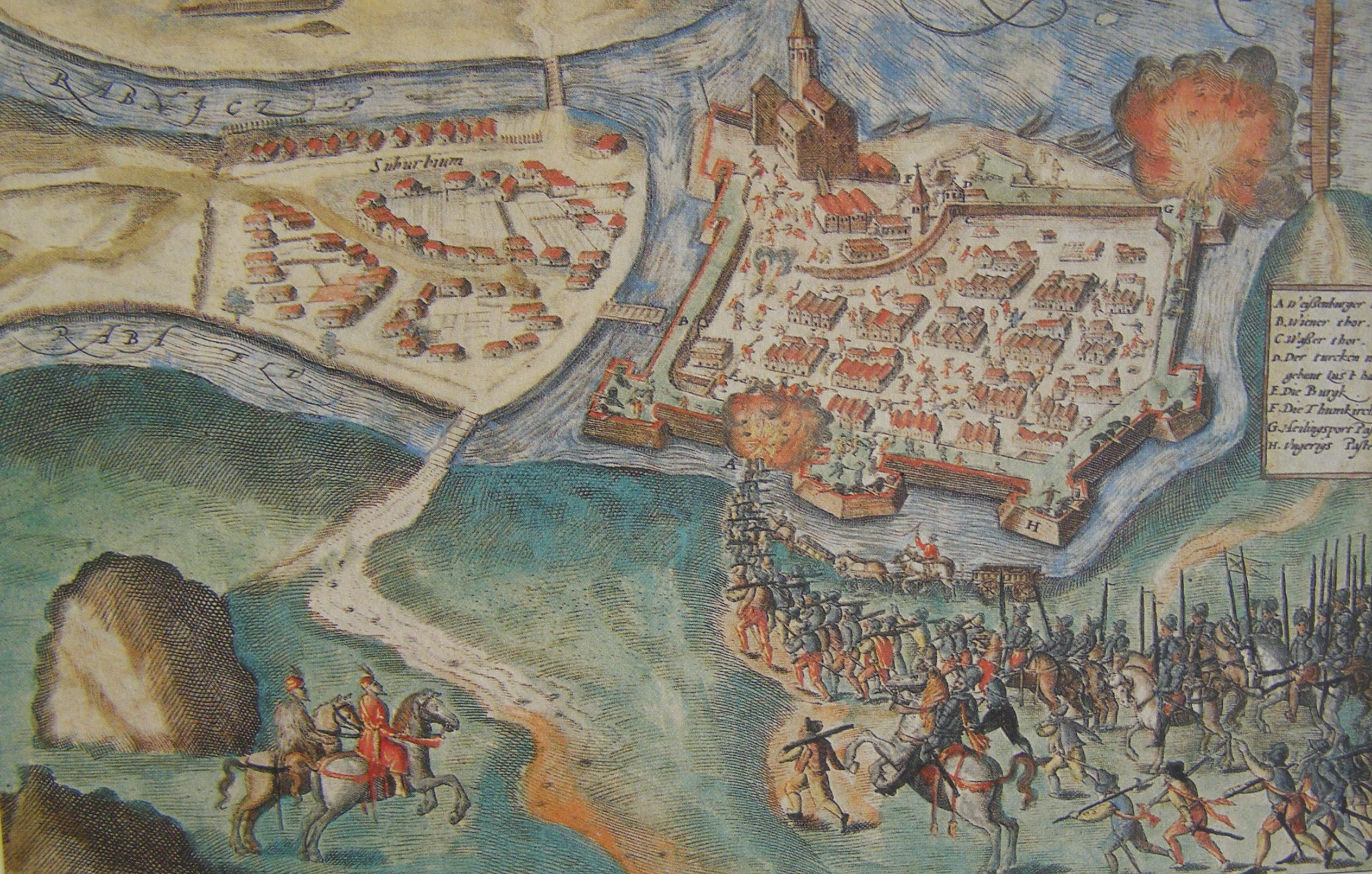
Győr 1594-ben

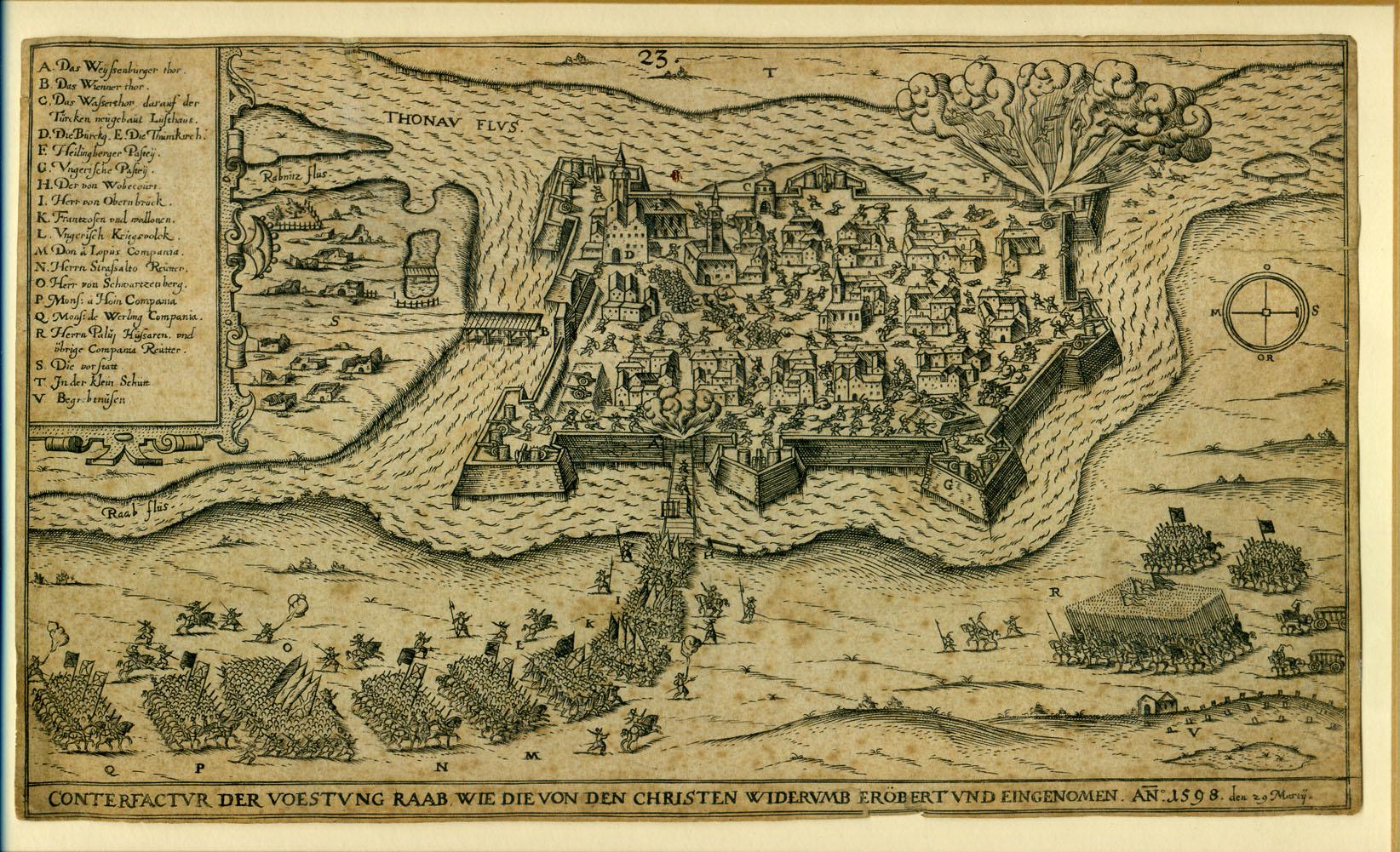
A város visszafoglalása, 1598

A honfoglaló magyarok is felismerték a hely stratégiai fontosságot, így Győr a legkorábbi magyar városok közé tartozik. A város jelentőségére utal az a tény, hogy István a felnégyelt Koppány testének egyik darabját épp a győri vár kapujára tűzte ki. A Káptalandomb erősségét újjáépítik ebben a korban, mely az Árpád-korban Magyarország nyugati védőbástyájának szerepét tölti be a hódító német és cseh támadókkal szemben. Szent István a Káptalandombon várispánságot és püspökséget szervez, felépül a püspökök vára és a székesegyház első formájában. A Káptalandomb körül újra létrejön a polgári település, a „Civitas Capitularis” (Káptalan-Győr). Az Árpád-kori Győrnek volt egy másik települési magja, mely a mai Szeszgyár területén volt, és mivel az itt lakó népe hűbérura a király volt, „Civitas Regalisként” (Királyi Győr) volt ismert.
A város ismét fontos kereskedőhellyé fejlődött, a hainburgi vámszabályzat a győrieknek kedvezményeket biztosított. A tatárjárás súlyos károkat okoz Győrött is, a Káptalandomb mai úthálózata az ezt követő újjáépítés eredménye, ekkor épül fel első formájában a Püspökvár magját alkotó lakótorony. 1270-ben a várost ért cseh támadások révén a „Civitas Regalis” elpusztult, de a városnál sikerült megállítani a hódító hadakat. Mivel a város lakóinak komoly szerepük volt a győzelem kivívásában, V. István király elismerésül 1271-ben Győrnek fehérvári jogot adományozott, ezzel városi rangra emelte, az elpusztult Királyi Város lakóit a Káptalani Városba telepítette. Győr így a nyugatra irányuló kereskedelem kizárólagos irányítójává vált mintegy félszáz évre, ekkor izmosodott meg a város későbbi életében is oly fontos szerepet betöltő kereskedő polgárság.
A 13. században számos egyházi építkezés zajlott a városban. A középkori városmag (a mai Óváros) határain kívül szerzetesrendek telepedtek le, előbb a domonkosok, akik itt alapították első magyarországi kolostorukat, majd a középkor másik legfőbb városi szerzetesrendje, a ferencesek is letelepedtek a városban, jelentős épületegyütteseik a török időkben teljesen elpusztultak. A mai Nádorváros területén is több kisebb települési mag jött létre ebben az időben, ezek szintén templomok így a szent Adalberti prépostság, a johanniták, vagy a Benedek-rendiek kolostora köré szerveződtek, ezek az épületek a domonkos és ferences kolostorhoz hasonló sorsra jutottak.
Az Anjouk idején a Bécset kikerülő kereskedelmi utak kialakítását célzó gazdaságpolitika, melynek eredményeképp Sopron és Pozsony is árumegállító jogot kapott, a város kizárólagos kereskedelmi központ szerepét megszüntette. Mindamellett a már korábban megerősödött kereskedőréteg a változó körülmények között is jól megtalálta számításait, így a város fejlődése továbbra is jelentős maradt. A 14. században kialakul a Püspökvár jelenlegi földszinti része, megépül a kapualj az itteni gótikus ülőfülke-sorral. A 15. század legelején Hédervári János püspök a székesegyház déli oldalához építi a ma róla elnevezett gótikus kápolnát, mely a város egyik legjelentősebb máig fennmaradt középkori emlékének számít.
Nagy Lajos király özvegye, Erzsébet királyné a lányával, Mária királynővel többször is Győrött keresett menedéket, a várat is megerősítette. Ekkora tehető Győr régi várának az utolsó megerősítése, ma ezek a várfalak maradtak ránk a Káptalandomb déli és keleti szegélyén a házak udvarában, ezeket láthatjuk a két Lépcső közben is. Erzsébet királyné és Mária királynő 1386. május 1-jén Győr mellett találkoztak Vencel német és cseh királlyal és megegyeztek Zsigmond férji jogainak helyreállításáról, amit anyósa, Erzsébet addig megtagadott tőle.
A város fejlődése a 15. század elején szenvedett jelentős törést, amikor 1403-ban Zsigmond hívei több más várral együtt Győrt is elfoglalták, ennek hatására az 1405-ös országgyűlésen Győr kiváltságait nem sokba vették, nem sorolták a tárnoki városok közé, amely révén a rivális Sopron és Pozsony mögé a második vonalba került vissza Győr. A várost valószínűleg felkereste Bertrandon de la Broquière utazó is. Zsigmond lánya, Luxemburgi Erzsébet királyné 1442. november 25-én személyesen is találkozott egykori kérőjével és ekkori ellenfelével, I. Ulászlóval Győrött, és december 13-án békét kötöttek. A megegyezés értelmében Erzsébet fenntartotta a fiának, V. Lászlónak az ország kormányzására vonatkozó jogait, de Ulászló uralmát is elismerte, és Erzsébet idősebb lányát, Annát pedig eljegyezték Ulászlóval.
Mivel Erzsébet királyné III. Frigyes német-római császártól és a győri vár zsoldos kapitányától jelentős kölcsönt vett fel, ami a halála (1442. december 19.) után kiegyenlítetlen maradt, így a várőrség és kapitánya III. Frigyes kezére játszotta Győrt, a várost végül a győri püspök és káptalan vásárolta vissza, ezért a város polgárai ismét hűbéreseikké váltak. Ekkor szívós harcot kezdtek Győr kereskedői és iparosai, hogy a hűbéressé süllyedt város régi szabadságát visszaszerezzék, ez a harc csak háromszáz évvel később vezetett győzelemre.
1455-ben Hunyadi János vezetésével a győri ferences kolostorban tartottak országgyűlést, itt szavazták meg Kapisztrán János buzdító szavaira a török ellen felállítandó sereget, amelynek révén a jövő évben sikerült Nándorfehérvárnál megállítani a hódítókat, és ezzel egy időre elodázni az ország feje felől a török veszélyt.
Mátyás király többször járt Győrött, az ő idejében volt püspök a humanista műveltségű Nagylucsei Orbán, nevéhez fűződik a Püspökvár gótikus házi-kápolnájának megépítése.

## 16-18. század
A mohácsi csatavesztést követő kettős királyválasztás után Győr sorsa is bizonytalanná vált. Frangepán György városparancsnok előbb I. Jánost ismerte el királyként, de a báró Nádasdy Tamás budai és gróf Cseszneky György tatai kapitány Győr alá érkező seregének nyomására a város védői és polgárai I. Ferdinánd pártjára állottak. A városba érkező I. Ferdinánd király gróf Lamberg Kristófot nevezte ki az erősség parancsnokának, aki azonban 1529-ben a fenyegető török veszély közeledtével reménytelennek tartotta megkísérelni Győr védelmét, inkább felgyújtatta a várat. Az érkező török hadak csak megfeketedett romokat találtak, innen a város török neve: Janik kala, azaz „égett város”. A romos várost Bakith Pál szerb despota kapta zálogbirtokként a királytól. A bécsi udvar számára különösen fontossá válik Győrt korszerű erőddé fejleszteni, ugyanis a Bécs felé nyomuló csapatok természetes útvonala erre vezetett. Győr eddigi történetében a várat mindig a Káptalandomb jelentette, most azonban a régi vár és az azt körülvevő polgárváros körül épült fel az új, reneszánsz téglavár, mely építése idején Európa legkorszerűbb erődítményének számított.
Fels Lénárd kapitány már 1537-ben megkezdte az új vár építést, de az építkezés nagyobb lendületet csak az 1560-as években vett. Az új várnak három kapuja volt, a déli Fehérvári, a nyugati Bécsi és az északi Vízi vagy Dunai kapu, a várfalakat hét fülesbástya és egy félbástya tagolta. Az új vár felépítésével a spontán nőtt középkori város mesterséges körülhatárolásával létrejött Győr mai értelemben vett történelmi városmagja, amelyet két és félszáz évig vettek körül ezek a várfalak. A Püspökvár lett a győri várkapitányok székhelye, a győri püspök a székesegyház melletti kicsiny földszintes házakba kényszerül. Ebben az időben a városnak a történelmi városmagtól délre elterülő valamennyi épülete elpusztult a sorozatos török portyázások miatt, ezzel párhuzamosan létrejött a Rába és Rábca közti félszigeten Újváros. Az Óvárosban számos épületet emelnek reneszánsz stílusban.
A tizenöt éves háború idején, 1594-ben miután a törökök megfutamították a Mátyás főherceg vezette felmentő sereget, gróf Hardegg Ferdinánd főkapitány föladta a várat, de a magyar és osztrák seregek Pálffy Miklós és Adolf von Schwarzenberg vezénylete alatt már 1598-ban visszaszerezték. Győr visszavételéhez kapcsolódik a Vaskakas-legenda.
Az erőd visszavétele után a 17. század első felében a várat szigetszerűen elhelyezett elővédművekkel vették körül, a török meg se próbálta többé elfoglalni. A város a várfalak mögött viszonylag békés fejlődést élt meg, a hódoltsági területek határán ismét jobban felfejlődött a kereskedelmi élet. A városba sorra telepedtek le a szerzetesrendek. Ismét letelepedtek a városban a ferencesek, majd pedig a jezsuiták. A város házai is barokk stílusban épülnek át, ma is több ebből a korból származó kora barokk házat találunk. Buda 1686-os visszavétele után Győr katonai jelentősége visszaszorult, viszont polgári élete, kereskedelme minden eddiginél jobban virágzott.
Az ezt követő időszak teremtette meg Győr műemlékeinek legnagyobb részét, az érett majd a késő barokk szellemében épült 18. századi polgárházak határozzák meg az Óváros képét mind a mai napig. Nemcsak a Belváros, de Újváros több háza is barokk eredetű. Újra beépült a vártól délre eső terület, a mai Nádorváros, itt épült fel a kamillánus szerzetesek temploma és kórháza. A Belvárosban előbb a karmeliták majd az orsolyita apácák építették fel templomukat és hozzátartozó kolostorukat, a székesegyház jelenlegi tornya, és belsejének díszes barokk átalakítása is ebből a korból származik. Zichy Ferenc püspök visszakapta a várkapitányoktól a Püspökvárat, az épület középkori tömegét meghagyva annak déli szárnyában alakított ki lakosztályokat, az épület barokk részletei közt a kocsibejáró, és a puttókkal díszített lépcsőház jelentős még. Nagyon sokat fejlődött Újváros is, a 18. század végére népessége már meghaladta az Óvárosét. 1743-ban Győr Mária Teréziától ismét megkapta a szabad királyi városi címet, és ehhez kapcsolódóan egy új címert, ez ma is a város címere. Megalapították a Királyi Akadémiát, amely megszakításokkal mintegy százötven évig állt fent. A század végén a Radó-szigeten felépült Győr kőszínháza, a Fehérvári-kapu tetejére tűztornyot emeltek a középkori várostorony pótlására.

## 19. század
1809-ben Eugène de Beauharnais francia marsall, Itália alkirályának vezetésével Győr déli határában Kismegyernél ütköztek meg a francia csapatok, az osztrák zsoldosokból, valamint az utolsóképp összehívott nemesi felkelés résztvevőivel (Győri csata). A franciák győzelmével végződött ütközet után bevették Győrt, Napóleon is meglátogatta a várost, hogy megismerje annak erődítményeit, majd azt követően a várfalakat, és bástyákat a franciák több helyen felrobbantották. Miután a város vezetése ráébredt, hogy a régi védművek már nem felelnek meg céljuknak, és csak gátolják a város terjeszkedését, az elkövetkező évtizedekben, a Duna és Rába parti falak, és az ott lévő bástyák kivételével lebontották a várfalakat. Ezt követően megindul a Belváros terjeszkedése dél és kelet felé, és a század végére kiépül Győr mai értelemben vett Belvárosa.
A 19. század első felében, a reformkor éveiben Győrött is pezsgő kulturális és közéleti élet folyt, dr. Kovács Pál író, orvos, újságíró vezetésével. Ő szerkeszti az első győri magyar nyelvű újságot, a Hazánk-ot. Az 1848-49-es szabadságharcban a város igen élénken vesz részt, ezért a „magyar Marseille” kitüntető elnevezést kapta ebben az időben, a bukás után a megtorlás is keményen érintette a várost.
A 19. században Győr kereskedelmi szerepe először megnőtt, amikor beindult a gőzhajó-forgalom a Dunán, ám veszített a jelentőségéből, amikor 1861-ben megépült Pest és Nagykanizsa közötti vasútvonal. A város vezetősége ipartelepítéssel próbálta ellensúlyozni ezt a veszteséget. A század végére Győr Budapest, Pozsony és Temesvár után Magyarország legjelentősebb ipari központjává vált. A város, mint iskolaváros is igen jelentős, a Jogakadémia hallgatói közt találjuk Batthyány Lajost és Deák Ferencet.
A 19. század utolsó évtizedeiben a nagyvárosi fejlődés útjára lép a város, kiépül az új városközpontja, a Szent István út egymást érő parkokkal, köztük jelentős középületekkel (gimnáziumok, bírósági épületek és az új városháza).

## 20. század
A 20. század elején tovább folyik Győr kiegyezés után megkezdődött nagy léptékű fejlődése. A város több pontján nagyvárosi bérházak épülnek, 1905-ben a várossal teljesen egybeépült és azzal együtt élő Révfalu és Sziget ismét Győr város közigazgatási részévé vált. Ezt a fejlődést akasztja meg az első világháború, a háború során Győrött jön létre az Osztrák-Magyar Monarchia legjelentősebb hadiüzeme, az Ágyúgyár, mely termékeinek vízi úton történő elszállítására megépíti az Iparcsatornát, a munkások számára kiépül a munkáskolónia, Gyárváros mai központi része, mely a szecesszió kiemelkedő városépítészeti alkotása.
Az első világháború, a román megszállás, és a várost igen súlyosan érintő spanyolnátha járvány után lassan kezd újraindulni az élet Győrött. A város két világháború közti, és tulajdonképp az azt követő néhány évtized fejlődése nagyon egyoldalú, a város nagyipari jellege erősödik. Az alig hogy talpra állt gazdaságot az 1929-es világválság újra padlóra küldi, de az 1930-as évek végén újra erőre kap elsősorban a háborúra való előkészületek miatt. Gömbös Gyula miniszterelnök épp Győrött hirdette meg hadiipar-fejlesztési programját.
A második világháború jelentős emberveszteséget, és súlyos károkat okoz Győrött. A város mintegy 5000 zsidó lakosának zöme a holokauszt áldozata lett. Győr, mint Magyarország Budapest utáni legfőbb ipari központja, és a nyugat felé irányuló közlekedés centruma, egyik elsődleges célpontja az angolszász légitámadásoknak, mely elsősorban az ipari és vasúti létesítményekre mértek totális katasztrófát, de a többi épület is súlyos károkat szenvedett. A visszavonuló németek pedig a város hídjait is felrobbantották.
A második világháborút követően kiadták a jelszót: „Győr, a romváros élni akar”. Nekifogtak a romok eltakarításhoz, új lakóépületek emeléséhez, a gyárak, és az épületek helyreállításhoz. A műemlékileg kiemelkedően fontos történelmi városban szinte minden épületet helyreállítottak, a Belváros déli felén azonban, sok még megmenthető építészetileg értékes épület került bontásra. Az 1956-os forradalomban Győr igen komoly szerepet játszott, itt alakult meg a Dunántúli Nemzeti Tanács.
A város fejlődése főleg a hatvanas évektől vett nagyobb lendületet, a korábbi kisebb léptékű lakótelep-építkezések egyre nagyobb lendületet kaptak, és megindult az ipari technológiával épült lakóházak építése, az ehhez szükséges elemeket a Házgyár gyártotta. Előbb Adyváros, majd a József Attila lakótelep, végül két ütemben Marcalváros épült ki. 1971-ben Ménfőcsanak, Gyirmót és Győrszentiván egykori községeket Győrhöz csatolták, a város megyei városi rangot kapott. A Belváros déli felén folytatták a századfordulón megkezdett új nagyvárosi városközpont kiépítését, részben a lebombázott épületek, részben főképp a kisvárosiasabb házak lebontásával felszabadult területen emelt új középületek, bérházak, áruházak és az új színház építésével, sajnos az új épületek jelentős része jellegtelensége miatt nem használ a városképnek. A történelmi városmagot az országban az elsők közt műemléki jelentőségű területté nyilvánították, de az 1960 és 1970-es években kevés figyelem irányult erre a területre. Az 1980-as évek elején megindult a történelmi városmag műemlékei megkutatásokkal megelőzött tervszerű helyreállítása, melynek elismeréseképp Győr 1989-ben elnyerte a műemlékvédelem Európa Nostra díját.
A rendszerváltás Győrött nem okozott olyan súlyos válságot, mint az ország legtöbb részén, több régi vállalat hosszabb-rövidebb ideig még meg tudta őrizni a működőképességét, ezzel együtt több új cég települt a városba, melyek közül a németországi Audi autógyár a legjelentősebb, Győrött készült el az ország első és mindmáig legnagyobb ipari parkja, mely a kisebb vállalatok letelepedéséhez is szolgált. A város kulturális élete a rendszerváltást követően robbanásszerű fejlődésen ment át, egyetemi várossá vált, múzeumi gyűjteményeinek száma is jelentősen megnövekedett.